# Valientov diel
Valientov diel je zalesněný vrch v pohoří Lúčanská Malá Fatra o nadmořské výšce 828 m, nalézající se nad obcí Višňové. V obci je vžitý název Golestán (z německy Geldstein, zlatý kameň) kvůli výskytu zlata.
Vrch se nachází na okraji Malé Fatry, 10 km jihovýchodně od města Žilina a se sousedním vrchem Hoblík o nadmořské výšce 933,6 m vytváří vstupní bránu Višňovské doliny. Dolinou protéká říčka Rosinka a dá se z ní strmým výstupem dostat na oblíbené dolomitové lezecké stěny (legendární trasa "Panter 8b +").
Vizuálně nejnižší z okolních vrchů sousedí na severu s již zmíněným Hoblíkem a na jihu a jihozápadě s Dolná roveň. Právě v sedle s tímto vrchem se nachází lyžařský areál Holý diel.
Na severozápadním úpatí se bude ve výšce cca 560 m nacházet vstupní portál dálničního tunelu Višňové do pohoří Lúčanská Malá Fatra.

## Galerie

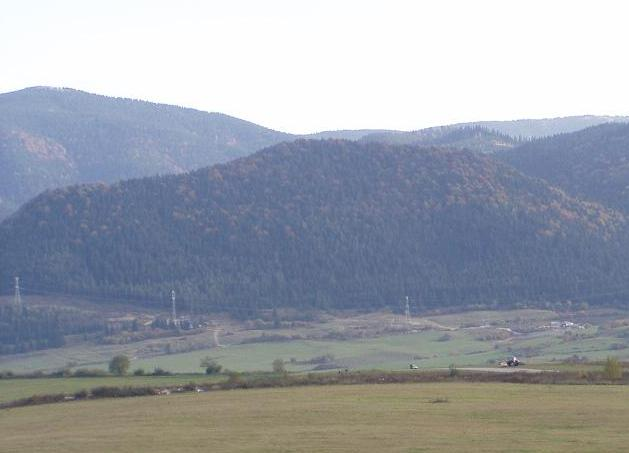
Valientov diel